# Leonardo Fioravanti (Designer)

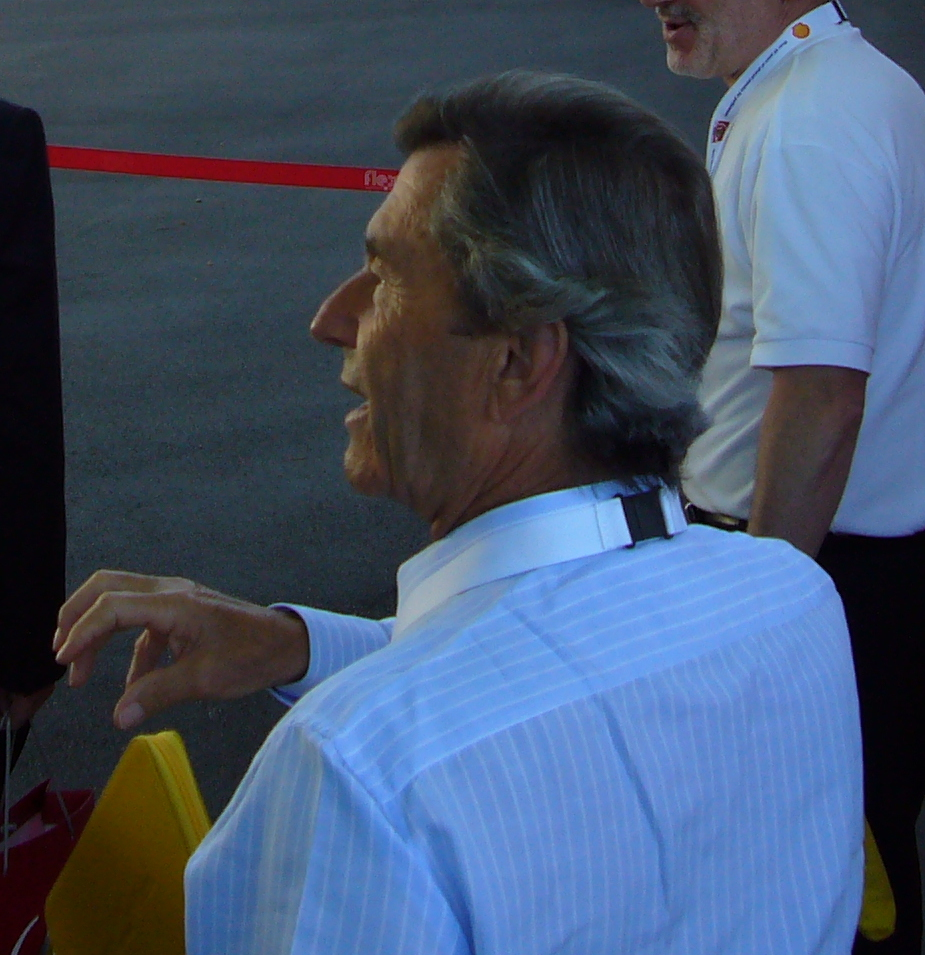
Leonardo Fioravanti (2007)

Leonardo Fioravanti (* 1938) ist ein italienischer Automobildesigner, der in den 1960er- und 1970er-Jahren für Pininfarina tätig war und dort zahlreiche Sportwagen für Ferrari entwarf, die heute zu den gesuchten Klassikern gehören. 1991 gründete Fioravanti das Designstudio Fioravanti Srl, dessen Leiter er gegenwärtig ist.

## Leben
Fioravanti studierte in den späten 1950er-Jahren Maschinenbau am Polytechnikum Mailand. Dort spezialisierte er sich auf die Bereiche Aerodynamik und Fahrzeugdesign. Nach dem Abschluss der Ausbildung 1964 nahm Fioravanti eine Beschäftigung bei Pininfarina auf, das zu den renommiertesten Automobildesignern Italiens gehörte. Fioravanti arbeitete zunächst für Pininfarina Studi & Ricerche im Bereich der Forschung, später entwarf er die Karosserien diverser Ferrari- und Fiat-Modelle. Fioravanti blieb bis 1988 bei Pininfarina. Danach arbeitete er vorübergehend für Ferrari und für Alfa Romeos Centro Stile.
1987 gründete Leonardo Fioravanti das in Moncalieri bei Turin ansässige Unternehmen Fioravanti Srl, ein Designstudio, für das er seit 1991 in leitender Funktion tätig ist. Fioravanti Srl gestaltet Prototypen und übernimmt Forschungs- und Entwicklungsarbeiten für diverse Automobilhersteller.

## Werke

### Für Pininfarina

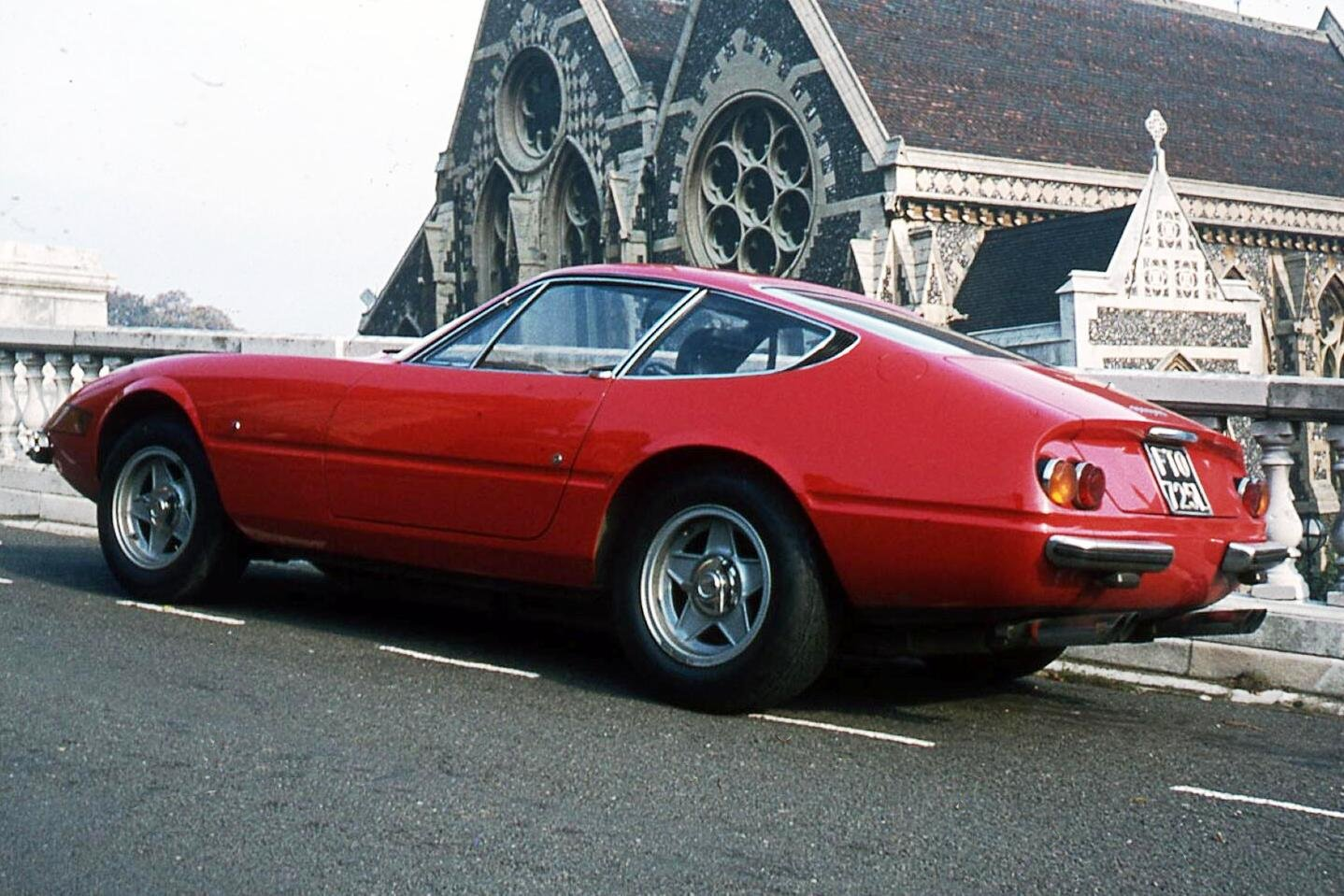
Ferrari 365 GTB/4 „Daytona“

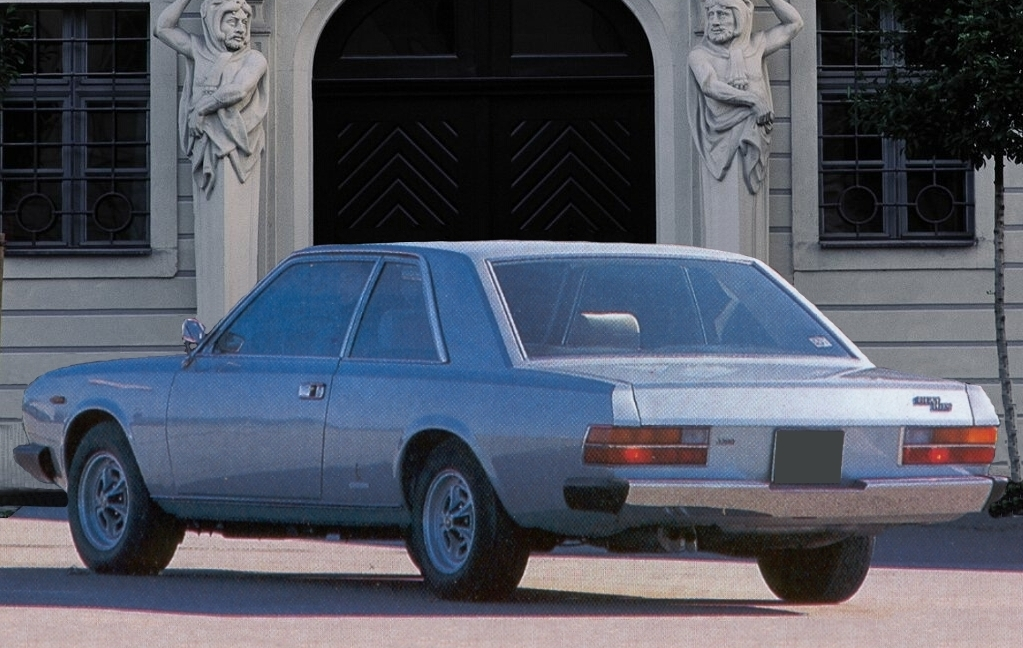
Fiat 130 Coupé

Bei Pininfarina gestaltete Fioravanti unter anderem folgende Modelle:
- Dino Berlinetta Speciale (zusammen mit Aldo Brovarone)
- Dino 206 GT und Dino 246 GT/GTS
- Ferrari 365 GTB/4 „Daytona“
- Ferrari 365 GT/4 BB
- Ferrari 365 GT4 2+2
- Ferrari 308
- Ferrari 288 GTO
- Ferrari Pinin
- Fiat 130 Coupé
- Lancia Gamma Berlina

### Für Fioravanti Srl
- Fioravanti Sensiva (1994)
- Fioravanti Nice (1996)
- Fioravanti Flair (1996)
- Ferrari Fioravanti F100 (1998)
- Fioravanti F100r (2000)
- Fioravanti Tris (2000)

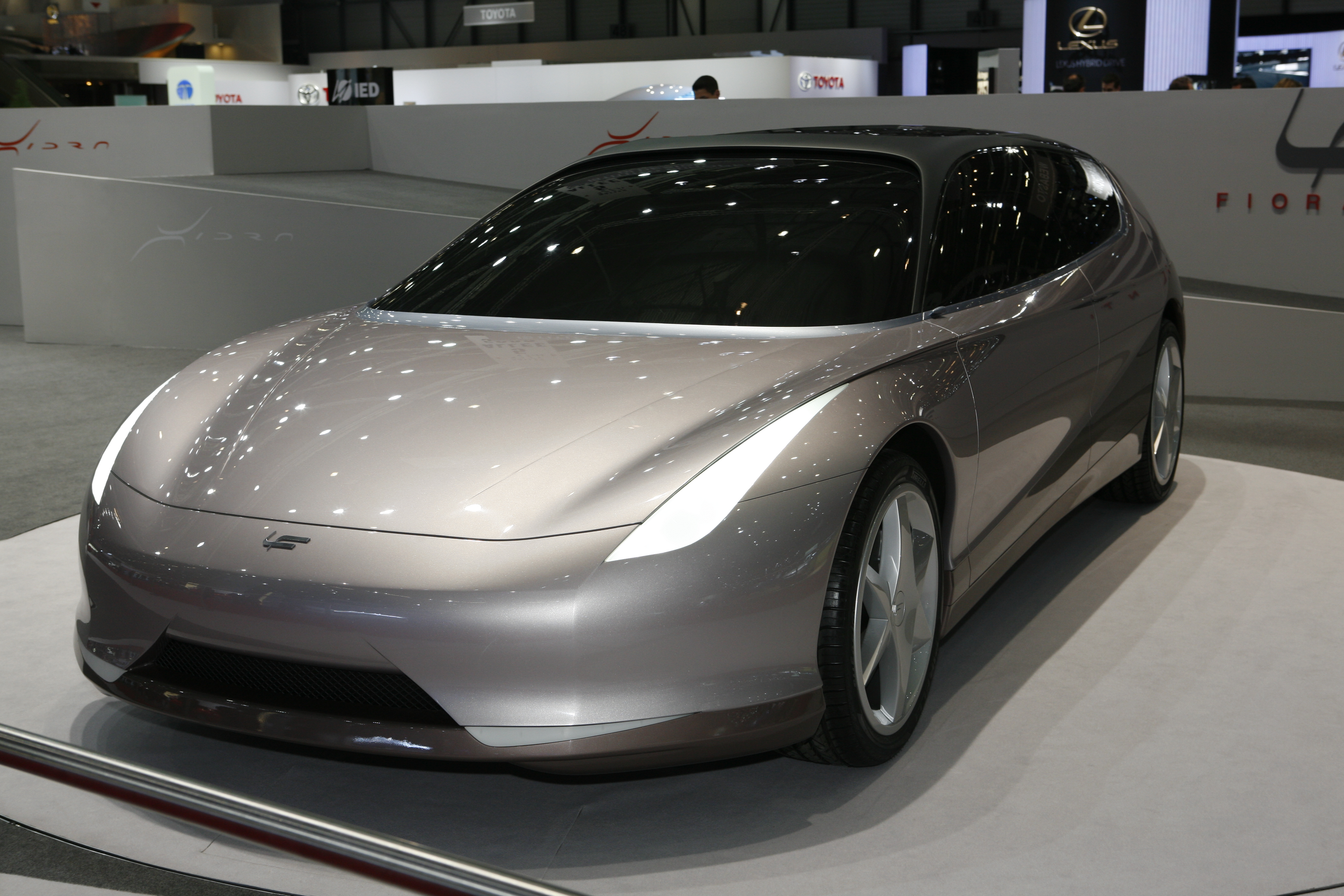
Fioravanti Hidra (2008)

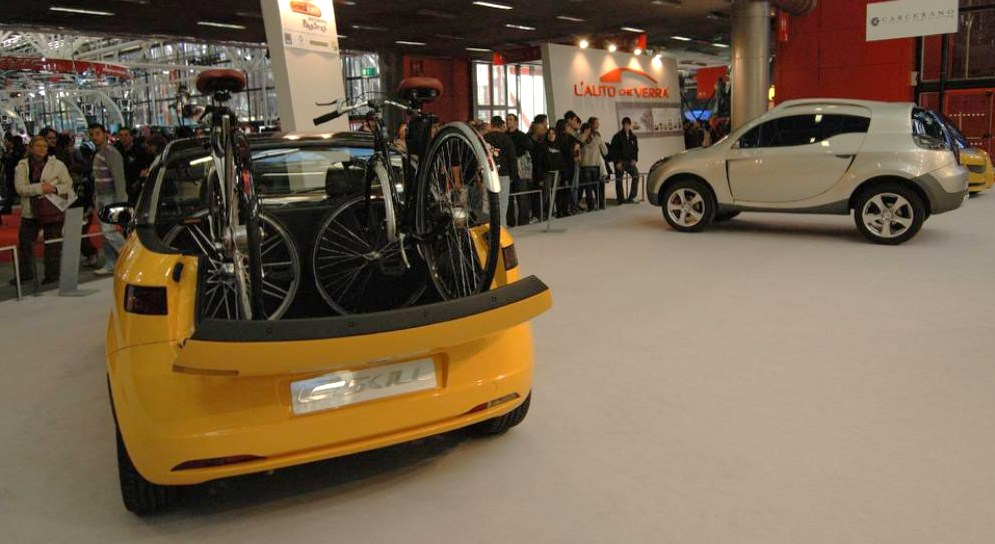
Konzeptfahrzeuge von Fioravanti (vorn: Fioravanti Skill, 2005)

- Fioravanti LF (Alfa Romeo Vola) (2000)
- Fioravanti Yak (2002)
- Fioravanti Kyte (2004)
- Lancia Kandahar (2005)
- Fioravanti Skill (2005)
- Fioravanti Thalia (2006)
- Fioravanti Hidra (2008)
- Fioravanti LF1 (2009)